# Soetendaal
Soetendaal (ook wel: Soetendael) was een buitenplaats langs de rivier de Vecht bij het Nederlandse dorp Maarssen.
Het was gelegen bij de nog bestaande buitenplaats Herteveld. Soetendaal was omringd door een sloot en het kende een hoofdgebouw, twee stallen als bijgebouwen en een of meer toegangshekken.